# Кепець
Кепець, Кепеці (рум. Căpeți) — село у повіті Муреш в Румунії. Адміністративно підпорядковане місту Совата.
Село розташоване на відстані 256 км на північ від Бухареста, 40 км на схід від Тиргу-Муреша, 113 км на схід від Клуж-Напоки, 115 км на північ від Брашова.

## Населення
За даними перепису населення 2002 року у селі проживали 213 осіб.
Національний склад населення села:
| Національність | Кількість осіб | Відсоток |
| -------------- | -------------- | -------- |
| угорці         | 165            | 77,5%    |
| румуни         | 39             | 18,3%    |
| цигани         | 9              | 4,2%     |

Рідною мовою назвали:
| Мова      | Кількість осіб | Відсоток |
| --------- | -------------- | -------- |
| угорська  | 174            | 81,7%    |
| румунська | 39             | 18,3%    |